# HD140417
HD140417 — хімічно пекулярна зоря спектрального класу A5, що має видиму зоряну величину в смузі V приблизно  5,4.
Вона  розташована на відстані близько 146,9 світлових років від Сонця.

## Фізичні характеристики
Зоря HD140417 обертається 
досить швидко 
навколо своєї осі. Проєкція її екваторіальної швидкості на промінь зору становить  Vsin(i)=117км/сек.